# Općina Naklo
Općina Naklo (slo.:Občina Naklo) je općina u sjevernoj Sloveniji u pokrajini Gorenjskoj i statističkoj regiji Gorenjskoj. Središte općine je naselje Naklo s 1.627 stanovnika.

## Zemljopis
Općina Naklo nalazi se na sjeveru Slovenije. Općina se nalazi u dolini rijeke Save, dok se na sjeveru općine uzdižu prva brda Kamniških Alpa.
U općini vlada umjereno kontinentalna klima.Glavni vodotok je rijeka Sava. Svi ostali manji vodotoci su pritoki Save, od njih najvažnija je Tržička Bistrica.

## Naselja u općini
Bistrica, Cegelnica, Gobovce, Malo Naklo, Naklo, Okroglo, Podbrezje, Polica, Spodnje Duplje, Strahinj, Zadraga, Zgornje Duplje, Žeje

## Vanjske poveznice
- Službena stranica općine